# 林大章 (嘉靖癸卯舉人)
林大章（15世紀—16世紀），字文經，廣東廣州府新會縣沙岡人，明朝政治人物。

## 生平
林大章十三歲執筆作文即得廣東按察司僉事吳鵬器重，是嘉靖二十二年（1543年）癸卯科廣東鄉試第四十四名舉人，三十五年（1556年）授江西東鄉縣知縣，到任後修廟興學，催糧有方，為政得民心而不逢迎權勢，當時嚴嵩掌權，鄢懋卿用事，監察御史徐某到縣索取餽金二百兩，他誤留其檄文被對方嫉妒而遭罷官，吏科給事中徐良傅寫信給他：「公仁心惠政方爾，淪洽而畏途，嶮巇如此，真可太息然。於公奚病，清泉白石，信步皆樂惟為道自愛耳。」

## 引用
1. 1 2  道光《新會縣志·卷八·人物上》：林大章，字文經，沙岡人，年十三操觚即見奇，督學吳默泉器之，嘉靖三十五年由舉人授江西東鄉知縣，至則先修廟學興教化，邑糧常後，至是催科有方，民爭早輸，其政大得民，而不能阿事權勢，會嚴相當國，鄢懋卿用事，直指徐某檄縣取金二百為餽，大章誤留其檄，竟以此見嫉，給事徐良傅移書曰：「公仁心惠政方爾，淪洽而畏途，嶮巇如此，真可太息然。於公奚病，清泉白石，信步皆樂惟為道自愛耳。」
2. ↑  道光《新會縣志·卷六·選舉》：舉人 明……嘉靖……林大章 沙岡人，二十二年癸卯科，大芳兄，江西東鄉知縣，有傳 賈志